# چنس پردومو
چَنس پردومو (انگلیسی: Chance Perdomo؛ ۱۹ اکتبر ۱۹۹۶ – ۲۹ یا ۳۰ مارس ۲۰۲۴) بازیگر بریتانیایی-آمریکایی بود. او به‌خاطر نقش‌هایش در فیلم کشته شده توسط بدهی من (۲۰۱۸) و در مجموعه‌های ماجراجویی‌های هراس‌انگیز سابرینا (۲۰۱۸–۲۰۲۰) و جن وی (۲۰۲۳) شناخته شد.

## زندگی
پردومو در ۱۹ اکتبر ۱۹۹۶ در لس آنجلس، کالیفرنیا به دنیا آمد. او در کودکی به همراه مادرش به ساوت‌همپتون در شهرستان همپشر انگلستان نقل مکان کرد. او دارای تابعیت بریتانیایی و آمریکایی بود و از طرف مادرش تبار لاتین داشت.
پردومو در مدرسه محلی ردبریج شرکت کرد و در آن‌جا مبصر کلاس شد و نخستین بار تئاتر را کشف کرد. او سپس به کالج پیتر سیموندز در وینچستر رفت، و در آنجا به عنوان رئیس اتحادیه دانشجویی دورهٔ آماده‌سازی برای دانشگاه انتخاب شد. پردومو قصد داشت پس از فارغ‌التحصیلی در رشته حقوق تحصیل کند اما تصمیم گرفت به جای آن بازیگری را دنبال کند و با پولی که از کار در یک مغازه کفش‌فروشی و یک سینما به دست آورده بود به لندن رفت و در آنجا به تئاتر ملی جوانان پیوست و در مدرسه بازیگری هویت آموزش دید.

## مرگ
پردومو در ۲۷ سالگی حین تصادف با موتورسیکلت درگذشت. او در زمان مرگ ۲۷ سال داشت. مقامات محلی تأیید کردند پردومو تنها فردی بود که در این حادثه دخیل بود.

## فیلم‌شناسی

### فیلم
| سال  | عنوان                  | نقش           | توضیحات    |
| ---- | ---------------------- | ------------- | ---------- |
| ۲۰۱۶ | Longfield Drive        | رودل          | فیلم کوتاه |
| ۲۰۱۷ | The Importance of Skin | ریان          | فیلم کوتاه |
| ۲۰۲۱ | پس از سقوط ما          | لاندون گیبسون |            |
| ۲۰۲۲ | پس از شادی بی‌پایان     | لاندون گیبسون |            |
| ۲۰۲۳ | پس از همه‌چیز           | لاندون گیبسون |            |

### تلویزیون
| سال       | عنوان                           | نقش           | توضیحات                                                                           |
| --------- | ------------------------------- | ------------- | --------------------------------------------------------------------------------- |
| ۲۰۱۷      | Hetty Feather                   | هنری گودال    | نقش تکرارکننده                                                                    |
| ۲۰۱۸      | شکسپیر و هتوی: کارآگاه‌های خصوصی | همیش کینگلی   | قسمت: "The Chameleon's Dish"                                                      |
| ۲۰۱۸      | کشته شده توسط بدهی من           | جروم راجرز    | نامزد جایزهٔ آکادمی هنرهای فیلم و تلویزیون بریتانیا برای بهترین بازیگر مرد نقش اول |
| ۲۰۱۸      | آدمکشان میدسامر                 | لئو اسکات     | قسمت: "Death of the Small Coppers"                                                |
| ۲۰۱۸–۲۰۲۰ | ماجراجویی‌های هراس‌انگیز سابرینا  | امبروز اسپلمن |                                                                                   |
| ۲۰۲۲      | مومین‌والی                       | اسنورک        | فصل سوم                                                                           |
| ۲۰۲۳      | جن وی                           | آندره اندرسون |                                                                                   |

### رادیو
| سال  | عنوان | نقش | توضیحات |
| ---- | ----- | --- | ------- |
| ۲۰۲۰ | سایفر | بنی | [ ۱۷ ]  |